# Voivakka
Voivakka är en sjö i kommunen Leppävirta i landskapet Norra Savolax i Finland. Sjön ligger 104,1 meter över havet. Den är 7,8 meter djup. Arean är 74 hektar och strandlinjen är 9,15 kilometer lång. Sjön  ingår i Vuoksens huvudavrinningsområde.   Den ligger omkring 37 kilometer söder om Kuopio och omkring 300 kilometer nordöst om Helsingfors. 
I sjön finns ön Lammassaaret. 